# Memot
Memot (tiếng Khmer: ស្រុកមេមត់) là một huyện (srok) thuộc tỉnh Tbong Khmum, Campuchia. Huyện lị là thị trấn Memot và cách 80 kilômét (50 mi) về phái đông của tỉnh lỵ Kampong Cham theo đường bộ. Memot là một huyện biên giới và cách Thành phố Tây Ninh (Việt Nam) khoảng 80 kilômét (50 mi) theo đường bộ.

## Vị trí
Huyện Memot là huyện cực đông của tỉnh Kampong Cham và có biên giới với Việt Nam. Theo chiều kim đồng hồ từ phía bắc, Memot có ranh giới với huyện Preaek Prasab và Snuol của tỉnh Kratie về phía bắc. Phía đông là huyện Lộc Ninh, tỉnh Bình Phước (Việt Nam) và phía nam là huyện Tân Châu, tỉnh Tây Ninh (Việt Nam). Ranh giới phía tây giáp với các huyện Ponhea Kraek và Dambae của tỉnh Kampong Cham.

## Hành chính
| Khum (Xã)     | Phum (Làng) |
| ------------- | --- |
| Chan Mul      | Srae Ta Nong Lech, Srae Ta Nong Kaeut, Thlok, S'am, Chan Mul, Ta Kaev, Peam, Kor, Kalou, Kantraeuy, Khlong Tboung, Ampol |
| Choam         | Ngiev, Leach Kraom, Leach Leu, Boeng Chroung, Choam Ampil, Choam, Cheung, Mong, Poploam, Stueng Angkam |
| Choam Kravien | Kravien Thom, Kravien Cheung, Doung, Satum, Thma Ta Daok, Kbal Slaeng, Khmaoh, Mroan, Thma Da, Danghet, Khmuor, Prei, Banghaeur Huos, Robang Chroh, Chi Plok, Chrey Laeung, Khcheay                                                                       |
| Choam Ta Mau  | Ta Mau Khang Cheung, Choam Ta Mau, Chumnum Pol, Sampov Lun, Tuol Kruos, Thnal Kaeng, Angkam, Kantuot, Thma Totueng, Srae Ta Pich, Koun Krapeu, Bos Ta Oem, Thmei, Lam Baor                                                                                |
| Dar           | Dar Kandaol, Dar Lech, Prampir Meakkakra, Spean, Dar Phsar, Srae Choam, Meaek Puk, Dar Tboung, Dar Kandal, Triek, Chhngar Cheung, Samraong Cheung, Dar Cheung, Beng, Chamkar Kor, Chhngar Kandal, Salang Ti Mouy, Salang Ti Pir, Kang Keng                |
| Kampoan       | Lour, Kampoan, Tuek Tum, Srae Saom Thmei, Srae Saom Chas, Srae Kandal, Chhloung Muoy, Chhloung Pir, Chhloung Bei |
| Memong        | Memong, Sangkae Chas, Sangkae Thmei, Peuk, Choam Khyang, Triek, Kabbas, Cheach, Sambour |
| Memot         | Trapeang Reang, Mukh Kras, Chhngar Sala, Chi Peh, Sangkom Mean Chey Thmei, Choam M'aor, Nang Krapeu, Memot Kandal, Masin Tuek, Tboung Voat, Memot Phsar, Trabaek, Sangkom Mean Chey, Chhngar Kaeut, Memot Thmei                                           |
| Rung          | Rung, Trapeang Ruessei, Beng, Choam Tuk, Taonh, Andoung Ta Chou, Masin, Bos, Doung, Soutey, Doun Rodth Ti Muoy, Chambak, Doun Rodth Ti Pir |
| Rumchek       | Rumchek, Chheu Khloem, Khpob, Thma Dab, Kampey, Phnov, Srae Pongro, Khliech, Kantuot |
| Tramung       | Ou Khlout, Tramaeng Leu, Tramung, Choam Triek, Andoung Thma Leu, Andoung Thma Kraom, Roung Chakr Skar, Tramaeng Kraom, Doung, Choam Trav, Chhuk, Ngeu Thmei, Ngeu Thum, Trapeang Ngeu, Chrey, Roung Chakr Lech, Roung Chakr Kaeut, Doung, Sambour, Krouch |
| Tonlung       | Kdol Leu, Kdol Kraom, Kdol Phsar, Changkum Ti Muoy, Changkum Kandal, Spean Changkum, Kaoh Thma, Sla Phnum, Mkaor, Beng Kaong, Pong Tuek, Lvea Leu |
| Treak         | Dak Por, Bangkov, Prei, Khley, Romeas Choul, Preah Ponlea, Samraong Tboung |
| Kokir         | Preaek Puoy, Kngaok, Srae Poul, Tuol Thma, Kokir Cheung, Kokir Tboung, Salang Bei, Chamkar Thmey |

## Nhân khẩu
Huyện được chia thành 14 xã (khum) và 175 làng(phum). Theo thống kê năm 1998, huyện có 111.296 cư dân thuộc 21.775 hộ gia đình. Với một dân số trên 110.000 people, huyện Memot là một huyện đông dân. Số thành viên trung bình của một hộ tại Memot là 5,1 người, hơi thấp hơn so với tỷ lệ trung bình của khu vực nông thôn Campuchia là 5,2 người. Chỉ số giới tỉnh là 94,5%, với nữ nhiều hơn nam.